# حركة الوحدة الثورية

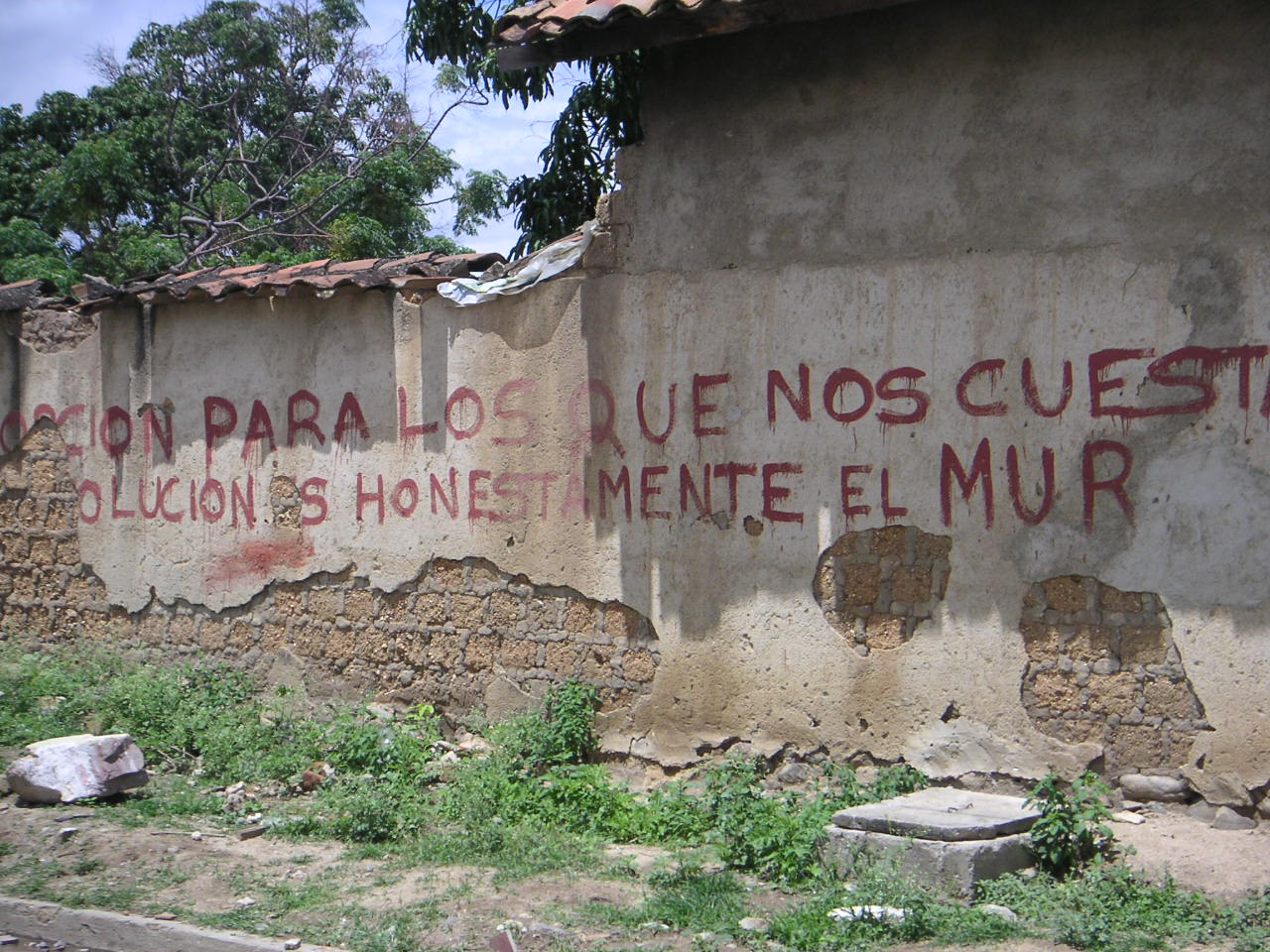

حركة الوحدة الثورية هوحزب سياسي في نيكاراغوا.
تأسس الحزب في عام 1988. 
ينشر الحزب Unidad Revolucionaria.
في الانتخابات البرلمانية لعام 1990 حصل الحزب على مقعد واحد. (1%)
رئيس الحزب هو Francisco Samper. 